# Distrikt San Pedro de Chaulán
Der Distrikt San Pedro de Chaulán liegt im Südwesten der Provinz Huánuco in der Region Huánuco in Zentral-Peru. Der Distrikt wurde am 16. Mai 1936 gegründet. Er hat eine Fläche von 280 km². Im Jahr 2017 betrug die Einwohnerzahl 2839. Im Jahr 1993 lag diese bei 5404, im Jahr 2007 bei 6903. Die Bevölkerung ist überwiegend indigener Abstammung mit Muttersprache Quechua. Verwaltungssitz des Distriktes ist die auf 3552 m Höhe gelegene Ortschaft Chaulán mit 612 Einwohnern (Stand 2017). Chaulán liegt knapp 30 km westsüdwestlich der Regions- und Provinzhauptstadt Huánuco.

## Geographische Lage
Der Distrikt San Pedro de Chaulán liegt am Westrand der peruanischen Zentralkordillere.
Der Distrikt grenzt im Westen an den Distrikt Margos, im Nordwesten an den Distrikt Yarumayo, im Nordosten an den Distrikt Quisqui, im Osten an die Distrikte San Francisco de Cayrán und Pillco Marca sowie im Süden an die Distrikte Cayna und Colpas (beide in der Provinz Ambo).